# Bāzeh
Bāzeh (persiska: بازه) är en ort i Iran.   Den ligger i provinsen Khorasan, i den nordöstra delen av landet, 700 km öster om huvudstaden Teheran. Bāzeh ligger 1 149 meter över havet och antalet invånare är 113.
Terrängen runt Bāzeh är huvudsakligen platt, men åt nordost är den kuperad. Runt Bāzeh är det ganska tätbefolkat, med 185 invånare per kvadratkilometer. Närmaste större samhälle är Chenārān, 10,7 km nordväst om Bāzeh. Trakten runt Bāzeh består till största delen av jordbruksmark.